# Criminal: UK
Criminal: UK (ou Criminal: United Kingdom) é uma série de televisão britânica antológica criada por George Kay e Jim Field Smith, e estrelada por David Tennant, Kit Harington, Hayley Atwell, Lee Ingleby, Sophie Okonedo, Kunal Nayyar, Clare-Hope Ashitey, Youssef Kerkour e Shubham Saraf como membros altamente treinados de uma divisão especial de interrogatório da Polícia Metropolitana. A Netflix lançou a primeira temporada de três episódios em 20 de setembro de 2019 e uma segunda temporada de quatro episódios em 16 de setembro de 2020.
Faz parte da série antológica da Netflix, Criminal. A primeira série consistiu em 12 episódios no total, com três episódios cada um ambientado em quatro países e filmado em idiomas locais: Criminal: France, Criminal: Spain, Criminal: Germany e Criminal: UK.

## Premissa
A série se passa dentro dos limites de uma sala de interrogatório da polícia (e seus quartos de exibição), onde uma unidade de interrogatório especializada da Polícia Metropolitana se envolve em intensos jogos psicológicos de gato e rato com seus suspeitos para encontrar as respostas que eles precisam para fechar o caso.

## Episódios
| Temporada | Temporada | Episódios | Episódios | Originalmente lançado  |
| --------- | --------- | --------- | --------- | ---------------------- |
|           | 1         | 3         | 3         | 20 de setembro de 2019 |
|           | 2         | 4         | 4         | 16 de setembro de 2020 |

## Produção
A primeira temporada de Criminal: UK foi filmada no centro de produção da Netflix no Secuoya Studios, La Ciudad de la Tele em Madrid. Este foi o mesmo local usado para Criminal: France, Criminal: Spain e Criminal: Germany. A segunda temporada foi filmada no Shepperton Studios, em Londres, Inglaterra.
David Tennant, Hayley Atwell e Youssef Kerkour foram apresentados como os acusados na primeira temporada. Em setembro de 2020, Sophie Okonedo, Kit Harington, Sharon Horgan e Kunal Nayyar foram anunciados como atores convidados como da segunda temporada.

## Lançamento
Criminal: UK foi lançado em 20 de setembro de 2019 na Netflix. A segunda série foi lançada em 16 de setembro de 2020.

## Recepção
Para a primeira série, o agregador de críticas Rotten Tomatoes compilou 39 avaliações, identificou 85% delas como positivas e avaliou uma classificação média de 7,32/10. O consenso do site diz: "Embora um pouco desigual, os estilos claustrofóbicos de Criminal e as narrativas constantemente distorcidas combinam perfeitamente com seus experimentos visuais, criando um drama policial que é igualmente assustador e cativante".
A segunda série recebeu duas indicações no British Academy Television Awards de 2021: Melhor Ator Coadjuvante para Kunal Nayyar e Melhor Atriz Coadjuvante para Sophie Okonedo. Criminal: UK também foi indicada como melhor série dramática no Emmy Internacional 2020.